# 기야마 유사쿠
기야마 유사쿠(木山裕策, 1968년 10월 3일 ~ )는 일본의 가수, 회사원이다.

## 생애
오사카부 오사카시에서 태어났다. 오사카외국어대학에서 스페인어를 전공했다. 광고 관련 출판사에서 일하면서 2007년 니혼TV 가수 데뷔 프로그램을 통해 발굴됐다. 2008년 가수 데뷔의 꿈을 이뤘다. 이후에도 회사에 다니면서 휴일에만 노래를 부르고 있다. 부인과 4명의 아들이 있다. 존경하는 가수는 히라이 겐이다.

## 기타
- 2004년께 왼쪽 갑상선에 악성 종양이 발견돼 수술을 받았다. 이때 무사히 수술이 끝나면 가수의 꿈에 다시 도전하기로 결심했다.

## 작품

### 싱글
- home(2008년 (2월 6일 발매) : 신승훈은 2009년 일본에서 앨범을 발표하면서 이 곡을 리메이크해서 담았다.
- I believe/永遠（2009년 8월 26일 발매)